# 巴尔迪里·阿拉维德拉·普拉
巴尔迪里·阿拉维德拉·普拉（西班牙語：Baldiri Alavedra Pla，1944年2月21日—2020年4月13日），是一名西班牙职业足球运动员，司职中场。

## 生平
阿拉维德拉出生于加瓦，曾效力于孔达尔俱乐部、萨瓦德尔、赫雷斯、特拉萨、格拉梅内特和加瓦。
2020年4月13日，他因COVID-19疫情死于西班牙，享年76岁。